# 史宁中
史宁中（1950年—），男，汉族，江苏宜兴人，中国数理统计学家，曾任东北师范大学校长，全国人民代表大会吉林地区代表。

## 生平
毕业于日本九州大学数理统计专业。2008年起担任全国人大代表。